# Собор Фрайзінга
Собор Фрайзінга (нім. Freisinger Dom), офіційна назва Собор Пресвятої Діви Марії та Святого Корбініана Фрайзінга (нім. Freisinger Domkirche Mariä Geburt und St. Korbinian) — співкафедральний собор архієпархії Мюнхена та Фрайзінга.

## Історія
Відомо, що вже у 715 році на місці собору була християнська церква, освячена як єпископська Святим Боніфацієм у 739 році. Потрійна неф була побудована в 860 році і перебудована після пожежі в 903 році. 5 квітня 1159 року будівля храму була повністю зруйнована пожежею, що сталася у Вербну неділю. Будівництво нинішнього собору в романському стилі почалося 1159 року і завершилося 1205 року. У 1481—1483 рр. романська дерев'яна стеля була замінена готичним склепінням.
У 1619—1621 рр. в соборі пройшла значна реконструкція, багато елементів будівлі отримали риси бароко. 1 січня 1624 року був освячений вівтар. Розпис князь-єпископ Фрайзінга довірив Гансу Роттенгаммеру, який роботу не розпочав через алкоголізм. Зрештою був запрошений Пітер Пауль Рубенс, який написав «Жінку Апокаліпсису» до 1632 року, дуже популярний сюжет у розписах німецьких церков ще з XV століття. Нині ця картина зберігається в Старій пінакотеці Мюнхена [3].
Ще одну реконструкцію було здійснено у 1724 році у зв'язку з тисячолітнім ювілеєм церкви. Оздоблення створеного інтер'єру зроблено у стилі рококо братами Космасом Дам'яном та Егідом Квіріном Азамами, визнаними майстрами оформлення церковних інтер'єрів. У 1920-ті роки частина фресок була зафарбована та сильно пошкоджена. Вони були відновлені лише у 2006 році.
Фрайзингський собор також відомий як храм, де майбутній Папа Бенедикт XVI був висвячений на священника. 14 вересня 2006 року він відвідав Фрайзінг після завершення своєї поїздки до Баварії, де зустрівся у соборі з духовенством.
У крипті кафедрального собору зберігаються мощі християнського святого Корбініана.

## Світлини

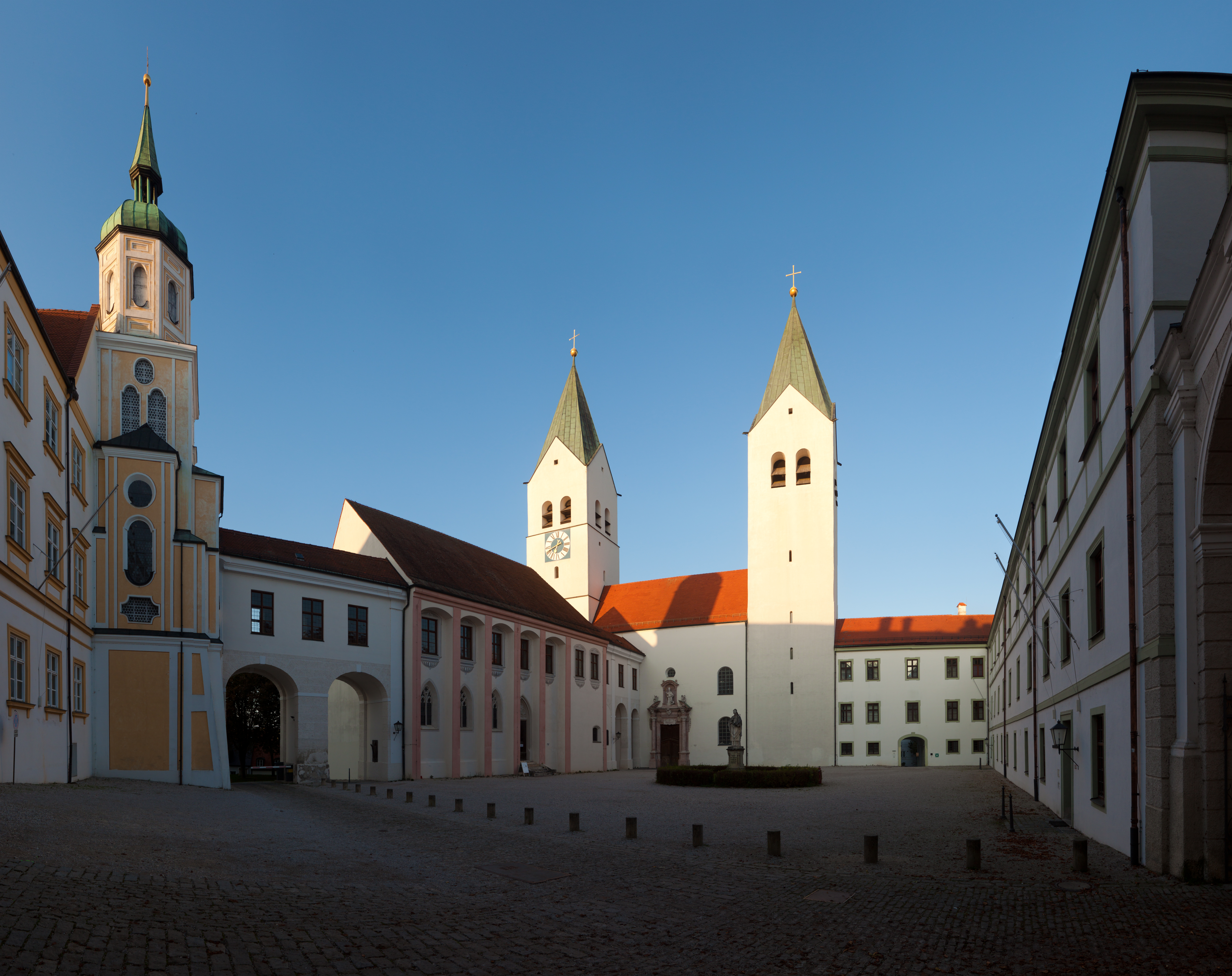
Внутрішнє подвір'я собору
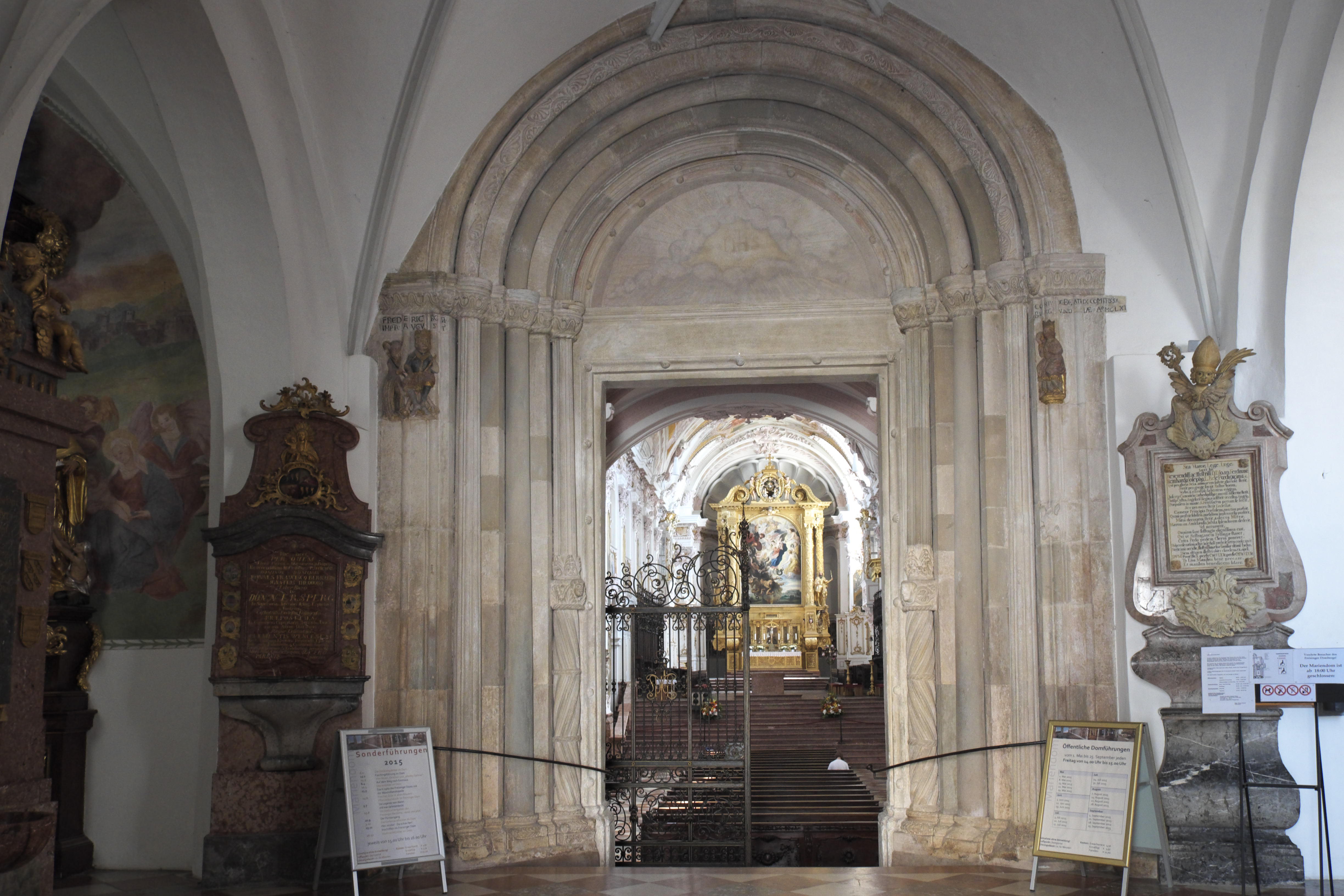
[[Портал (архитектура)|Портал у романському стилі
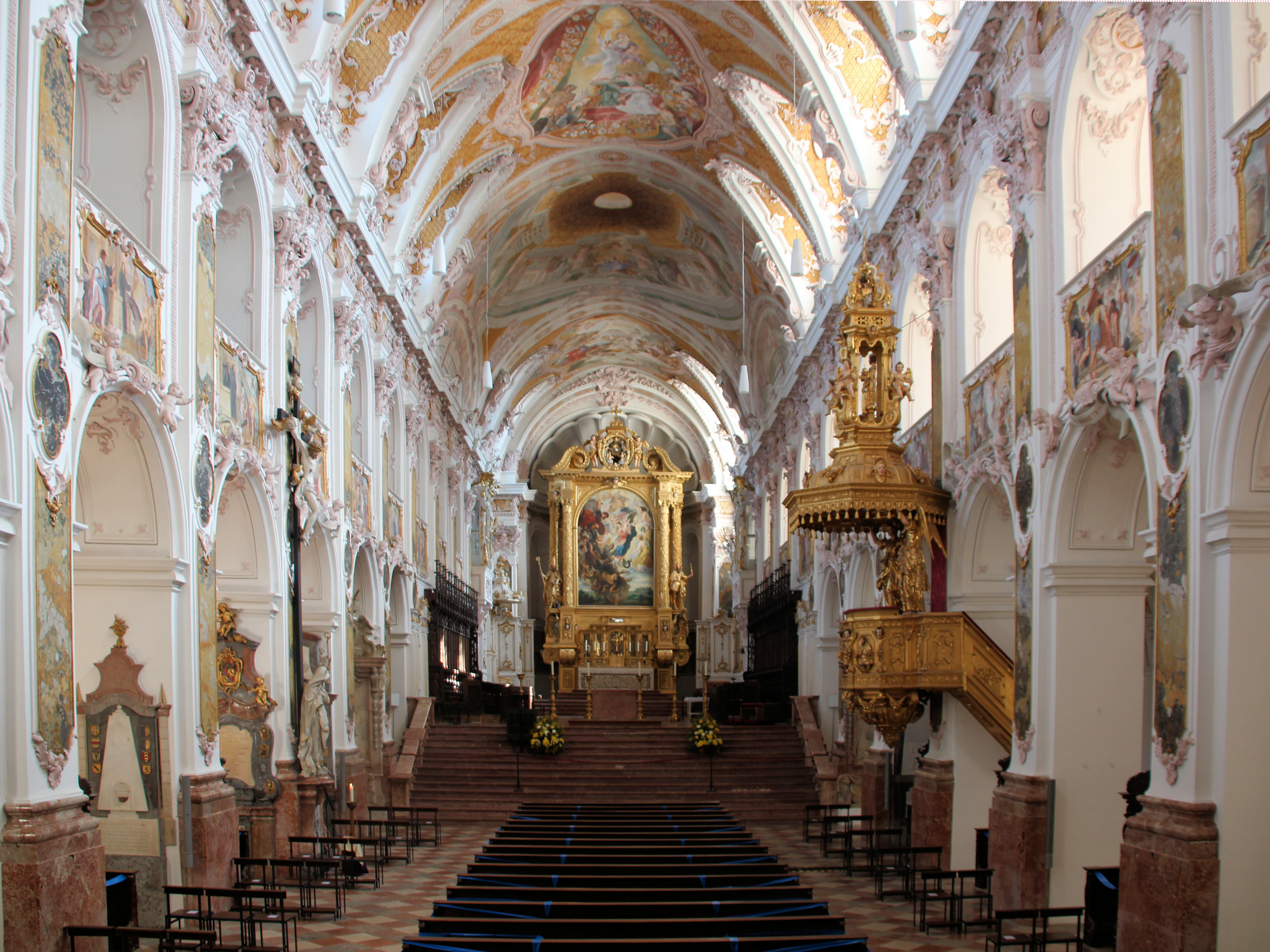
Інтер'єр собору
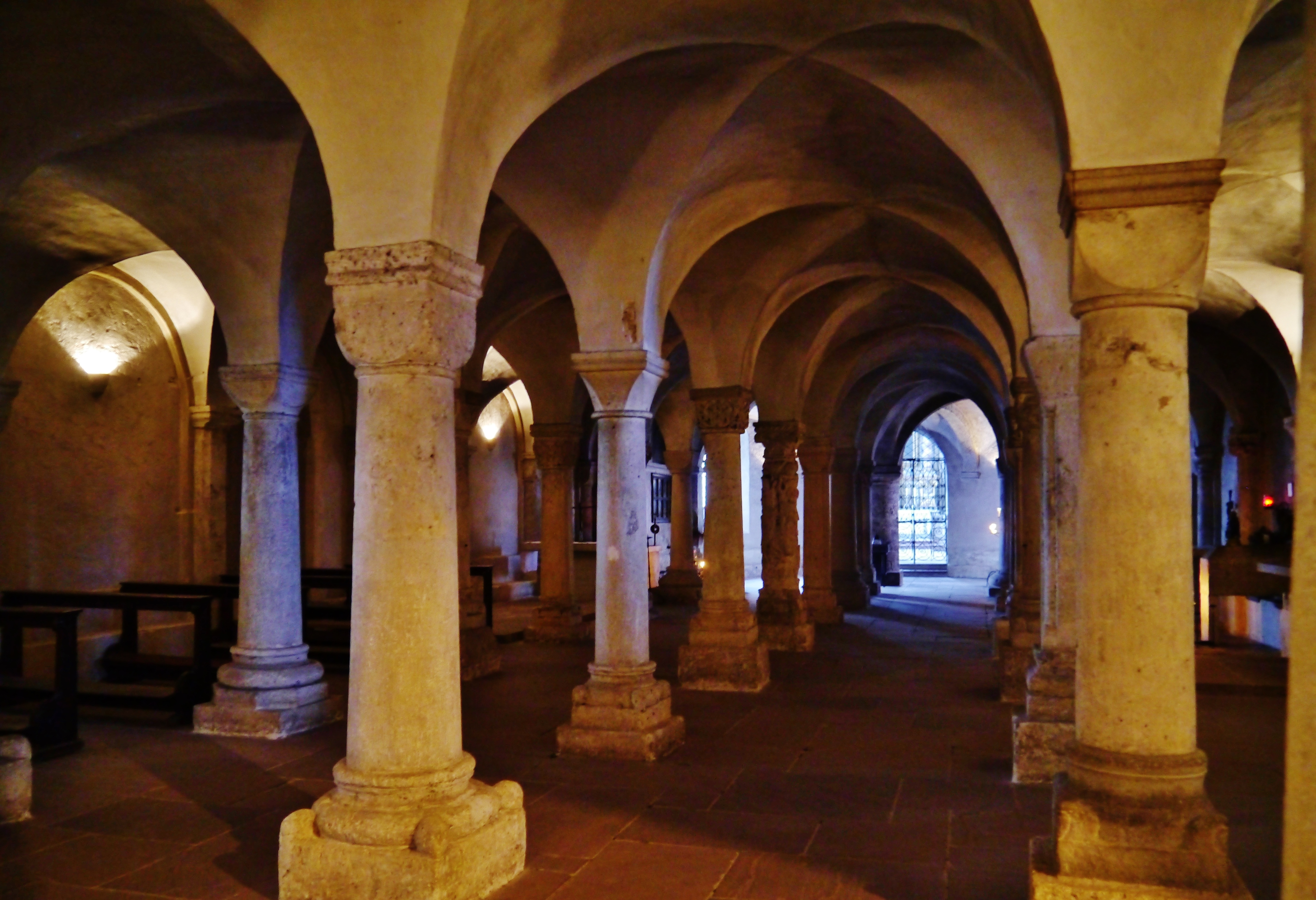
Крипта собору